# Liberijski kpelle jezik
Liberijski kpelle jezik (ISO 639-3: xpe; isto i Gbese, Kpele, Kpwessi, Pessa, Pessy), jedan od tri kpelle jezika, član makrojezika kpelle. Govori ga oko 487 000 ljudi (Vanderaa 1991.) u središnjoj Liberiji.
Liberijski kpelle pripada zapadnoj mande skupini i najveća su etnička zajednica Liberije. Piše se latinicom.

## Vanjske poveznice
- Ethnologue (14th)
- Ethnologue (15th)
- The Kpelle, Liberia Language